# Klaus Vetter (Historiker)
Klaus Vetter (* 15. Februar 1938 in Gerlachsthal; † 2. Januar 2023) war ein deutscher Historiker.

## Leben, Karriere, Leistungen
Klaus Vetter legte 1955 sein Abitur ab und diente anschließend bis 1957 als Freiwilliger zunächst bei der Kasernierten Volkspolizei und nach deren Gründung bei der NVA, die er im Range eines Unteroffiziers verließ. Nach dem Wehrdienst studierte er von 1957 bis 1962 Geographie und Pädagogik an der Humboldt-Universität zu Berlin (HUB). Dort wurde er 1962 Wissenschaftlicher Assistent am Institut für Zeitgeschichte. Im Januar 1967 erfolgte an der HUB die Promotion, seine Dissertation verfasste Vetter zum Theme Die Mediatstädte des ehemaligen kurmärkischen Kreises Lebus im 17. und 18. Jahrhundert. Untersuchungen zur Verfassung, Wirtschaft und Sozialstruktur. Vom Heft neun des Jahres 1970 bis zum Heft fünf des Jahres 1973 fungierte er als stellvertretender Chefredakteur der Zeitschrift für Geschichtswissenschaft. Im Mai 1977 erfolgte Voglers Promotion B an der HUB, Gutachter waren Joachim Streisand, Günter Vogler und Friedrich Beck. Seine Arbeit hatte erneut einen regionalen Schwerpunkt: Preussischer Rittergutsbesitz und bürgerliche Umgestaltung. Die Opposition des kurmärkischen Adels gegen die Stein-Hardenbergschen Reformen. Zum Februar 1978 wurde Vetter Hochschuldozent für Deutsche Geschichte an der Sektion Geschichte der HUB, im September 1983 Professor für Allgemeine Geschichte der Neuzeit. Spätestens 1990 erhielt er eine ordentliche Professur. Später arbeitete er als Honorarprofessor am Institut für Geschichte der Universität Wien.
Vetter engagierte sich an der HUB zu DDR-Zeiten auch in der Gremienarbeit, war etwa Mitte der 1980er Jahre dort Mitglied der SED-Kreisleitung und bis 1988 stellvertretender Direktor für Erziehung und Ausbildung der Sektion Geschichte. Sein Forschungsschwerpunkt war die Frühe Neuzeit und die Geschichte Brandenburg-Preußens, speziell der Kurmark und hier insbesondere des Oderbruchs. Vetter lebte  mit seiner Frau in Podelzig.

## Schriften
- Zwischen Dorf und Stadt. Die Mediatstädte des kurmärkischen Kreises Lebus. Verfassung, Wirtschaft und Sozialstruktur im 17. und 18. Jahrhundert. Dissertation. Berlin 1967.
  - Neuausgabe: Böhlau, Weimar 1996, ISBN 3-7400-0886-5.
- mit Günter Vogler: Preussen. Von den Anfängen bis zur Reichsgründung. Deutscher Verlag der Wissenschaften, Berlin 1970 (DNB 458542164); 7. überarbeitete Auflage 1984 (Taschenbuch Geschichte).
- Preussischer Rittergutsbesitz und bürgerliche Umgestaltung. Die Opposition des kurmärkischen Adels gegen die Stein-Hardenbergschen Reformen. Diss. Berlin 1977
  - Buchausgabe als: Kurmärkischer Adel und preußische Reformen. Böhlau, Weimar 1979.
- Wilhelm von Oranien. Eine Biographie. Akademischer Verlag, Leipzig 1987.
- Die niederländische frühbürgerliche Revolution 1566–1588, Berlin 1989.
- Am Hofe Wilhelms von Oranien. Edition Leipzig, Leipzig 1990.
  - niederländische Ausgabe: Aan het hof van Willem van Oranje. Haarlem 1992.
- mit Eberhard Ulrich: 650 Jahre Rathstock 1354–2004. Selbstverlag, Alt Tucheband 2004.